# An Michiels
An Michiels, née le 25 avril 1967 à Mortsel est une femme politique belge flamande, membre du Vlaams Belang.
Elle est licenciée en philologie romane.

## Fonctions politiques
- députée au Parlement flamand du 6 juillet 2004 au 25 mai 2014